# 創作歌手

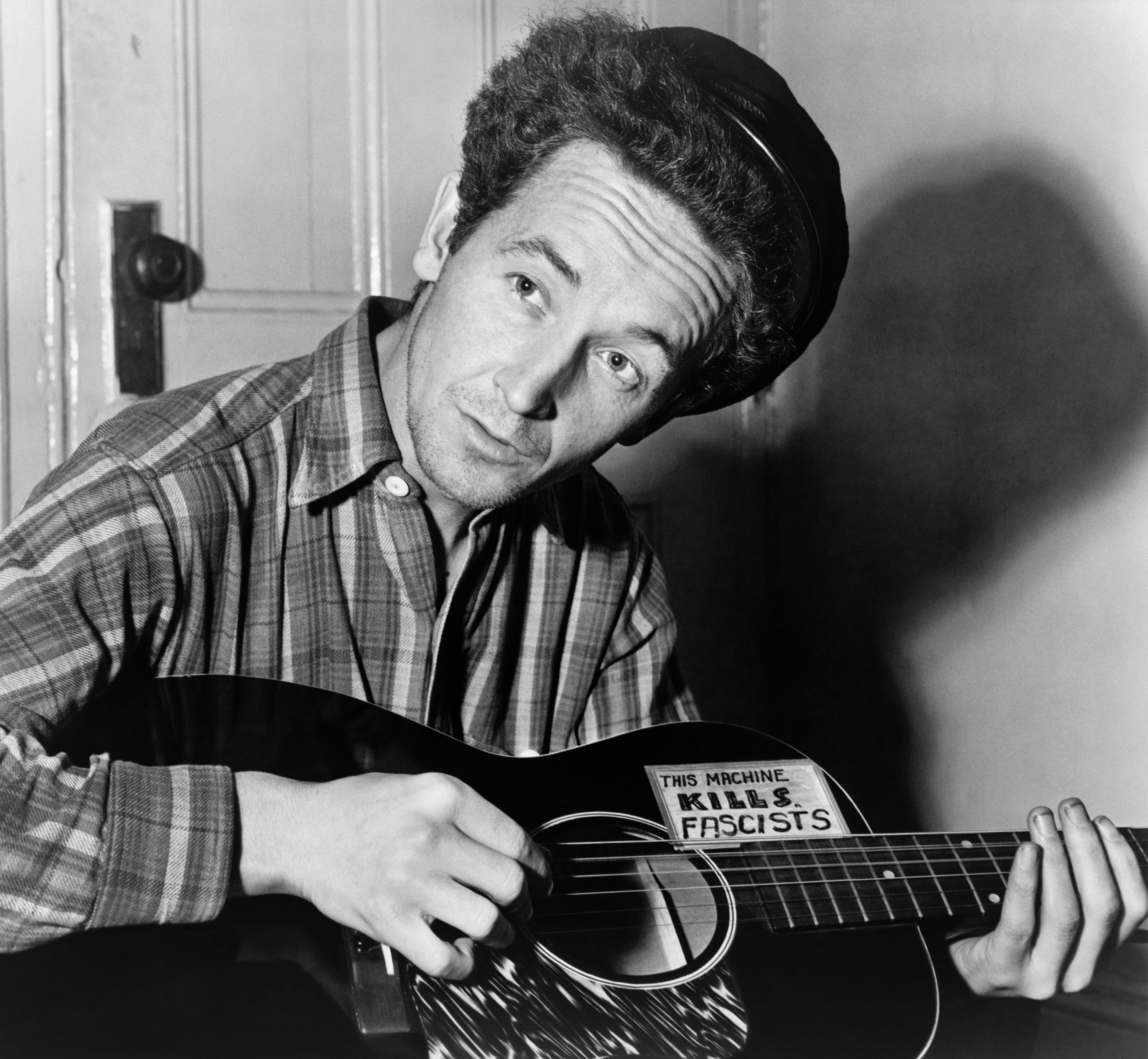
創作歌手 伍迪·盖瑟瑞

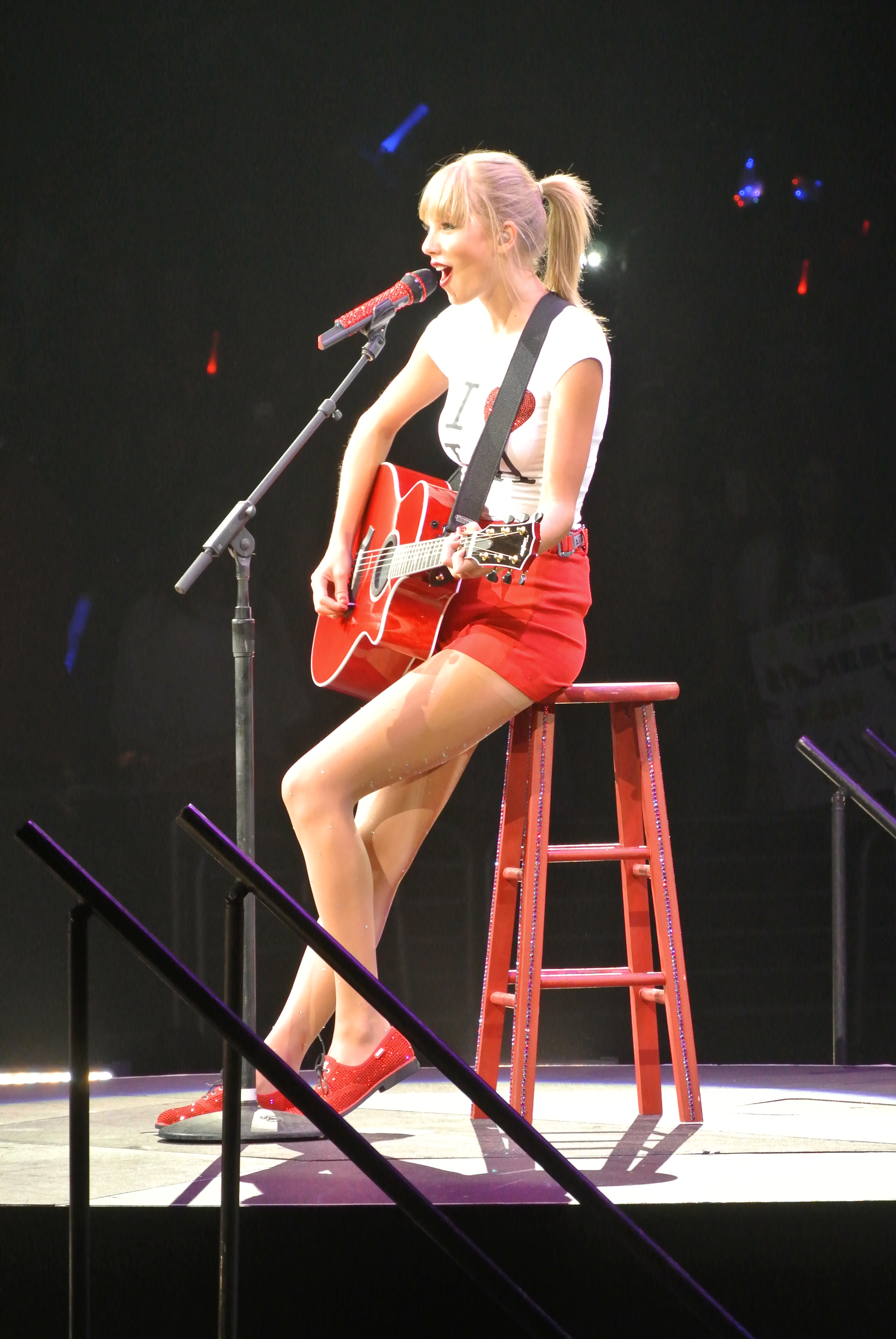
創作歌手兼音樂製作人 泰勒絲

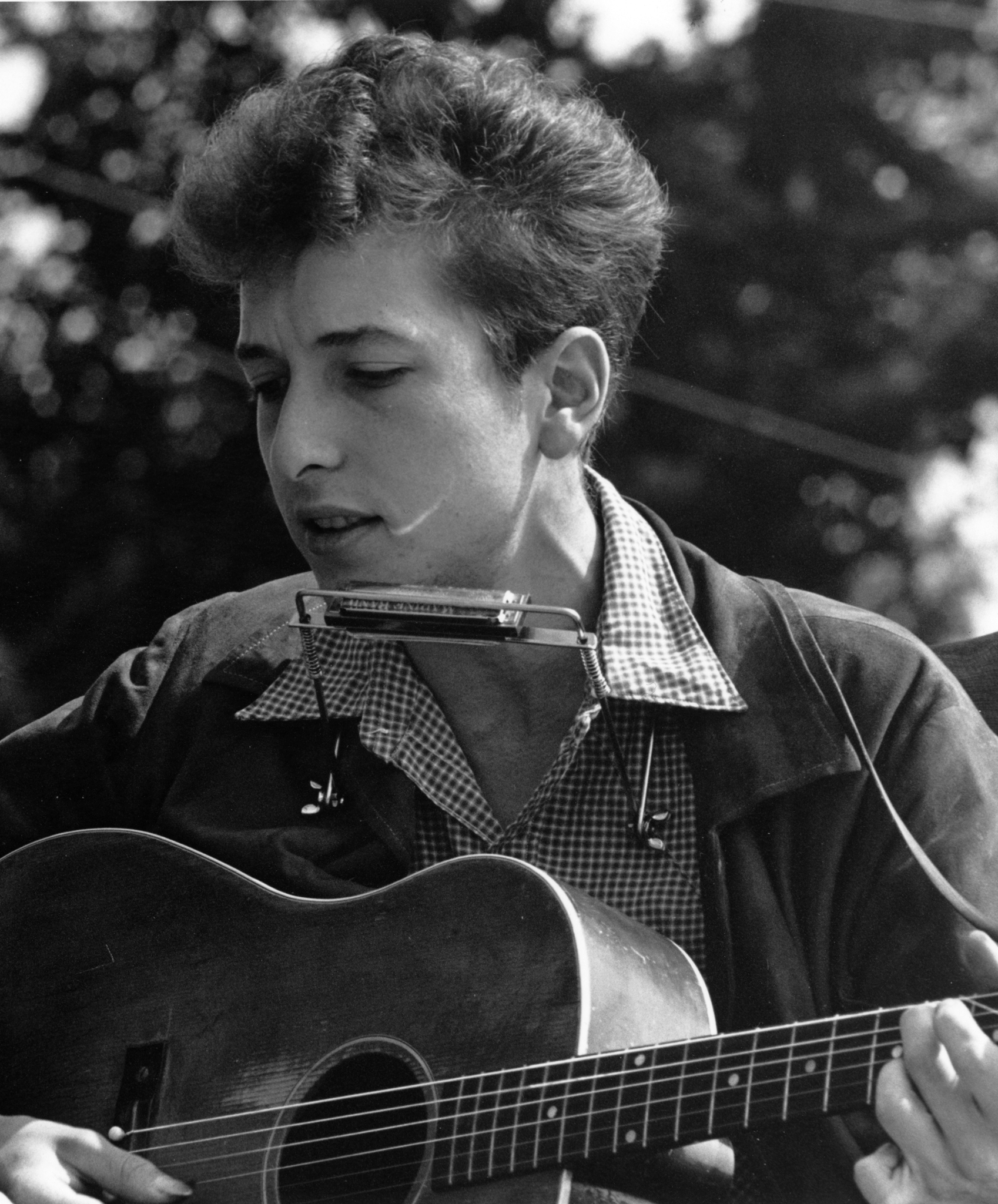
創作歌手 鲍勃·迪伦

創作歌手（英語：Singer-songwriter），另外又称創作型歌手或唱作人，指的是同时作詞作曲及演唱自己創作的歌手。創作歌手有時使用吉他或钢琴或其他樂器为整首曲目提供伴奏，创作曲目或改编曲目主要的作用是用来承载具有主题性的题材，主题可以提及愛情及生活。創作歌手的歌曲时常不限于娱乐，也是表达政治性抗争的工具，典例包括皮特·西格、杰克逊·布朗和伍迪·盖瑟瑞。有些創作歌手也會擔任歌曲的製作人，例如：泰勒絲、火星人布魯諾等。

## 历史
創作歌手的概念可以追溯到在古代世界广泛存在的吟游诗人传统上，他们吟诵或咏唱诗歌，时常以竖琴或其他类似乐器进行伴奏。在印刷术发明之后，民谣歌手开始写歌并进行表演卖艺。通常这些歌曲建立在已有的旋律或歌词之上，不断进行形式上的演化。这逐渐发展成为了民俗中的唱作传统。
巡游的表演者在欧洲广泛存在。民俗学者Anatole Le Braz记录了民谣歌手Yann Ar Minouz的经历，他于19世纪末在布列塔尼巡游，并出售印刷版本的歌曲。
在规模较大的市镇，歌手可以通过在公共场所表演谋取生计。在录音技术发明之后，诸如Théodore Botrel和喬治·M·科漢这样的早期創作歌手成为了社会名流。广播技术使他们得到了更为广泛的关注和认可。
在20世纪40年代至60年代，美国民谣音乐复兴，年轻的表演者受到传统民谣和诸如纺织工这样的组合的启发，其开始创作和表演自己的歌曲，并自己进行歌曲改编。

## 北美、英国和爱尔兰

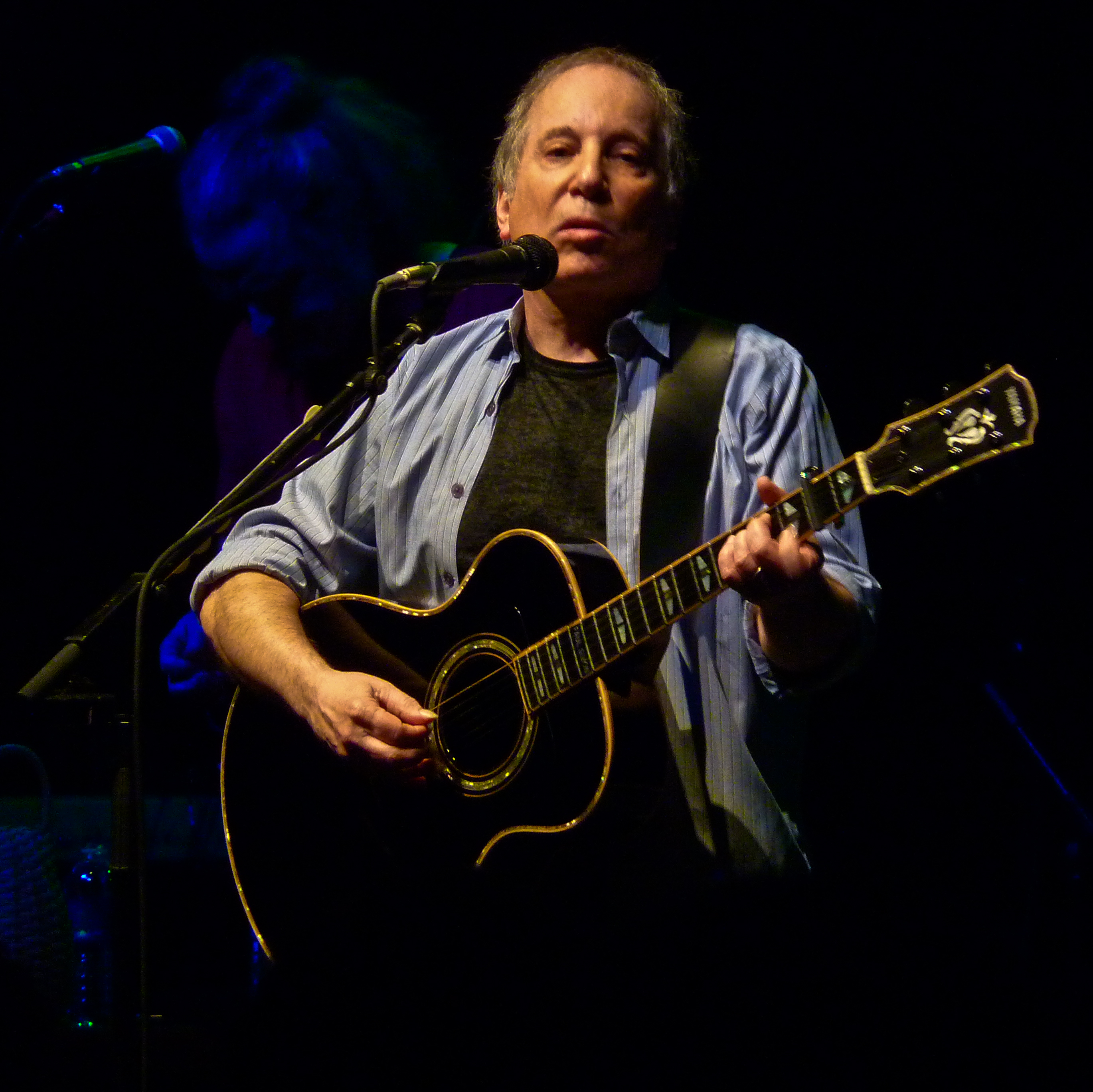
演唱会上的保罗·西蒙

在北美，“創作歌手”一词可以追溯至创作蓝调音乐和民谣音乐的歌手们。從20世纪初期至中期，诸如Lead Belly、吉米·罗杰斯、盲人莱蒙·杰弗森、T-Bone Walker、盲人威利·麦克泰尔、闪电霍普金斯、桑·豪斯、和罗伯特·约翰逊（约翰逊在1986年第一批进入摇滚名人堂，被认为是“早期影响者”，并且在滚石杂志的百大吉他手排行榜中排列第五）。在40年代和50年代，伍迪·盖瑟瑞、皮特·西格、李·海斯和纺织工乐队的其他成员开始向更为广泛的听众群体表演主题性的歌曲（西格既独立表演亦作为纺织工的一员表演）。和现代的创作人相比，这些早期的創作歌手并不过分关注音乐和歌词的原创性，时常毫不犹豫地从其他歌曲中借用桥段或表演翻唱。创作主题性歌曲的传统（有些歌曲，例如Lead Belly的“Jim Crow Blues”和盖瑟瑞的“Deportee (Plane Wreck at Los Gatos)”，关注的是当时的社会问题）便是由这些音乐人建立的。西格和盖瑟瑞这样的歌手会参加工会的集会，因此也创作了许多与工人阶级生活和社会抗议相关的歌曲。其他民谣歌手如约什·怀特、西斯科·休斯顿、马尔维娜·雷诺兹、厄尔·罗宾逊、伊万·麦科尔、约翰·雅各布·尼尔斯和多克·沃森也与他们相似，而约翰逊和霍普金斯这样的蓝调歌手则选择根据自己的个人生活经历来创作歌曲。对于社会问题的关注，对創作歌手传统的影响很大。此外，在30年代至50年代，比莉·荷莉戴、雷·查尔斯和妮娜·西蒙这样的爵士和蓝调創作歌手，以及傑瑞·李·劉易斯、巴迪·霍利、查克·贝里、羅伊·奧比森、山姆·库克、里奇·瓦倫斯和保罗·安卡这样的摇滚創作歌手涌现出来。在乡村音乐领域，汉克·威廉斯、帕特西·克莱恩、塔米·温妮特、洛丽塔·琳恩、乔治·琼斯、梅尔·哈格德、罗杰·米勒、比利·艾德·怀勒和其他創作歌手也在40年代至60年代纷纷涌现，主要创作旋律优美的与爱情和其他问题相关的歌曲。

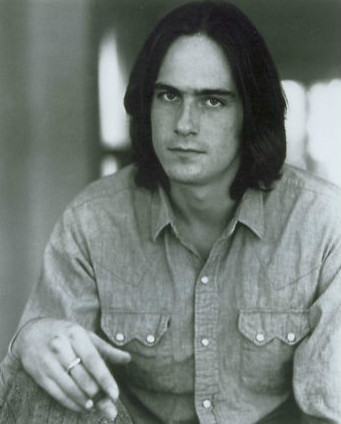
70年代初的詹姆士·泰勒

在60年代和70年代初，創作歌手在北美和英国开始得到广泛关注和认可。这时许多受到蓝调、民谣和乡村音乐影响的音乐人开始取得名望，他们中包括鲍勃·迪伦、杰基·德香农、约翰尼·卡什、克里斯·克里斯托佛森、威利·納爾遜、保罗·西蒙、尼尔·杨、里奥纳德·科恩、琼尼·米歇尔、范·莫里森、吉米·亨德里克斯、布赖恩·威尔逊、汤姆·威茨、奥蒂斯·雷丁、马文·盖伊、汤姆·拉什、菲儿·奥科斯、汤姆·帕克斯顿、埃里克·安德森、阿洛·盖瑟瑞、约翰·丹佛、傑克遜·布朗、约翰·普莱恩、格蕾丝·斯利克、戴夫·梅森、吉姆·克羅斯、弗雷德·尼尔、罗杰·麦吉恩、珍妮丝·贾普林、琼·贝兹、朱迪·柯林斯、大衛·克羅斯比、唐納文、史蒂芬·史提爾斯、兰迪·纽曼、史蒂夫·古德曼、戈登·莱特福特、保罗·布雷迪、傑西·溫徹斯特、约翰尼·蒂洛森、西尔维娅·泰森、伊恩·泰森、尼克·德雷克、蒂姆·哈丁、劳拉·尼罗、芭芭拉·史翠珊、卡莉·西蒙、约翰·弗格蒂、芭菲·圣玛丽、琼·阿马特雷丁、愛美蘿·哈里斯、泰姬玛哈、卡特·史蒂文斯、布鲁斯·科克本、哈利·查平、詹姆士·泰勒、杰瑞·杰夫·沃克、卢·里德、格兰·帕森斯、尼克·格拉文奈、瑞奇·尼爾森、理查德·法里尼亚、图利·库普弗贝格、马克·斯波尔斯特拉、唐·麦克林、帕特里克·斯凯、吉米·巴菲特、米奇·纽波利、珍妮斯·艾恩、丹·佛格柏、戴维·范洛克、维隆·杰宁斯、桃莉·巴顿和弗兰克·扎帕。许多创作者，例如卡洛尔·金、汤斯·范·赞特和尼爾·戴門也开始自己进行表演。和先前的乡村和民谣音乐采用的叙事手法不同的是，这些表演者们通常从相当个人化（一般以第一人称）和带有自省色彩的角度入手创作。

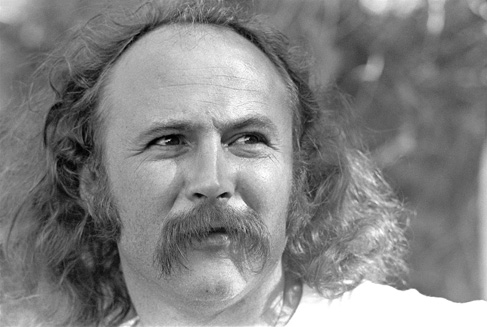
飞鸟乐队和克羅斯比、史提爾斯與納許的大衛·克羅斯比是跨界进入主流摇滚领域的創作歌手之一。

这一时代的摇滚乐队成员从技术上来说并不能算作是創作歌手，但有许多創作歌手在乐队中与其他成员一同发挥创作作用，他们包括保罗·麦卡特尼、约翰·列侬、乔治·哈里森、林戈·斯塔尔、米克·贾格尔、基思·理查茲、傑瑞·加西亞与鲍勃·威尔、艾尔顿·约翰（与伯尼·陶平）、贾斯汀·海沃德、约翰·洛奇、羅比·羅伯森、伊恩·安德森、菲尔·柯林斯、彼得·盖布瑞尔和彼得·弗兰普顿；唐·亨利、格林·佛萊和埃里克·克莱普顿等其他歌手在后来逐渐在唱作上取得成功。
到70年代中期和80年代末期，原先的創作歌手潮流已经被融入了流行或软摇滚风格中，但一些继承唱作传统的新艺人继续出现，其中包括比利·乔尔、史提夫·汪达、布鲁斯·斯普林斯汀、湯姆·佩蒂、马克·赫德、克里斯·伊萨克、维多利亚·威廉斯和华伦·泽冯；甚至在朋克摇滚领域，彼得·凯斯、保罗·科林斯和保罗·维斯特博格也逐渐转向了个人唱作的方向。

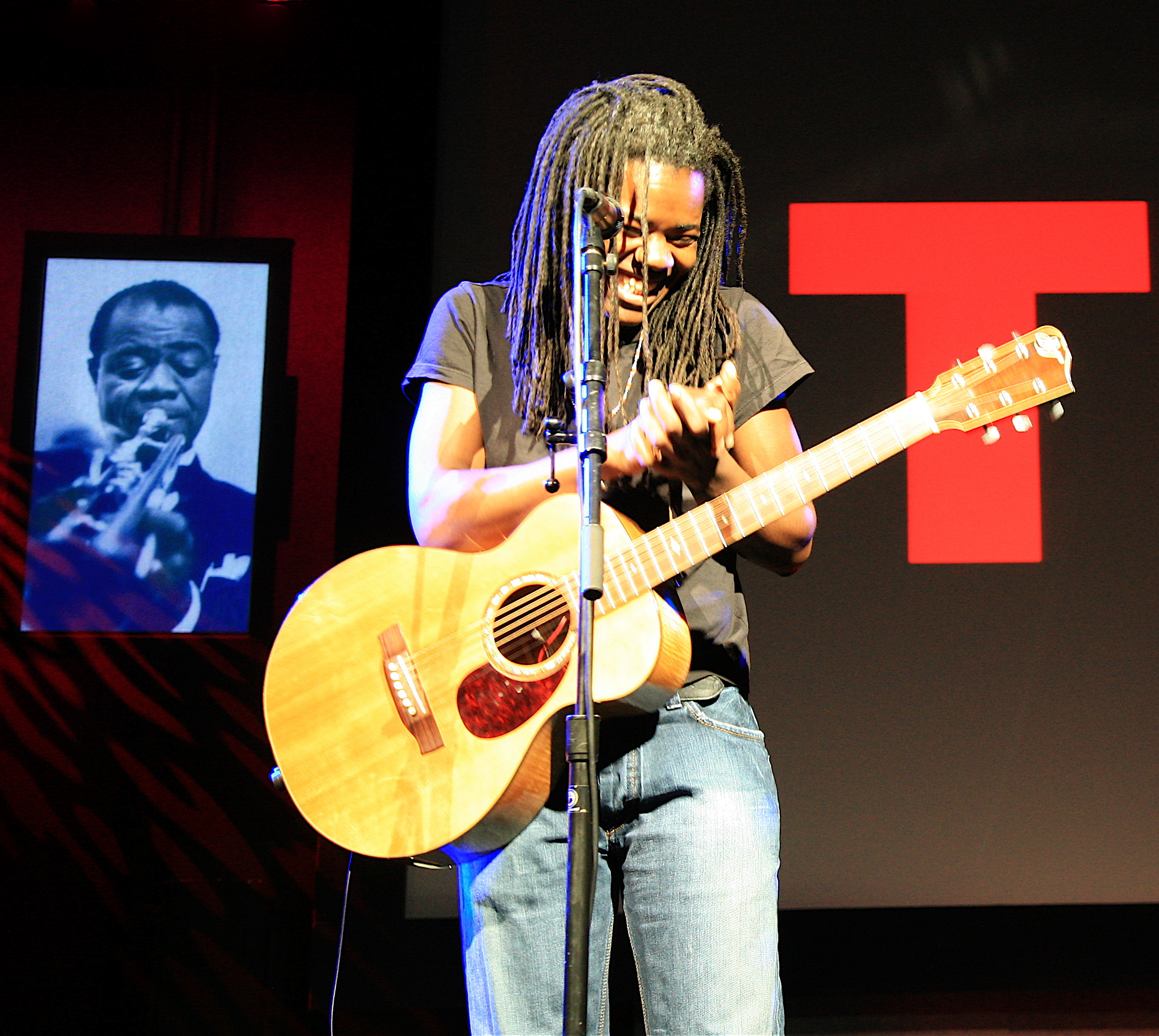
80年代出道的特蕾西·查普曼演唱与美国社会问题相关的歌曲。

80年代末，創作歌手一词被用于一个主要为女性组成的美国音乐人群体，最初是苏珊娜·薇佳，接着是特蕾西·查普曼、南希·格里菲斯、凯蒂莲、仙妮亚·唐恩、萨拉·麦克拉克伦、谢里尔·克罗、丽萨·勒布、琼·奥斯本和多莉·艾莫丝。在90年代初，女性音乐人从其他风格领域崛起，其中包括寇特妮·洛芙和PJ Harvey到90年代中期，玛丽亚·凯莉、凯莉·米洛和艾拉妮丝·莫莉塞特的成功再次使創作歌手一词登上台面。
同时，在80年代和90年代，博诺、The Edge、戴夫·马修斯、邓肯·谢克和艾略特·史密斯等人继承唱作传统创造了新的摇滚乐风格。到了21世纪，一种相对安静的风格产生，歌词大多具有印象派色彩，代表音乐人包括诺拉·琼斯、康纳·奥博斯特、苏夫扬·史蒂文斯、大卫·巴赞、南圣加百利、Iron & Wine、大卫·格雷、雷·拉蒙塔涅、梅格·哈钦森、史蒂夫·米拉、朱莉·霍兰、帕特里克·达夫、理查德·巴克纳、珠儿、杰克·萨沃雷蒂、理查德·辛德尔和约翰·戈卡。诸如科特·柯本、诺尔·盖勒格和艾迪·维达的一些音乐人又创造了新的分支风格。
90年代末期，单个音乐人已经能够在专业级别的系统上进行录音，于是人们开始有机会录制和销售自己的音乐。这样的音乐人被称为“独立音乐人”，他们通过独立公司（时常是自己的公司）甚至完全不通过公司来发行自己的音乐。除此之外，互联网也为独立音乐的大众传播提供了途径。

## 參见
- 歌手
- 音樂家
- 詞曲作家